# Liangzeng
Liangzeng (kinesiska: 两罾) är en socken i sydvästra Kina. Den ligger i häradet Youyang i storstadsområdet Chongqing,  omkring 190 kilometer sydost om det centrala stadsdistriktet Yuzhong. Antalet invånare är 8 673. Befolkningen består av 4 305 kvinnor och 4 368 män. Barn under 15 år utgör 26,0 %, vuxna 15-64 år 60 %, och äldre över 65 år 12,0 %.